# RSG Broklede
RSG Broklede, opgericht in 1964, is een scholengemeenschap voor havo, havo-vwo, vwo, tweetalig vwo en tweetalig havo in Breukelen, Utrecht.
De school vervult een streekfunctie. De leerlingen zijn afkomstig uit onder meer Maarssen, Maarssenbroek, Nieuwer Ter Aa, Nieuwersluis, Tienhoven, Kockengen, Loenen aan de Vecht, Vreeland, Loenersloot, Baambrugge en Abcoude. Bij de inrichting van het dag- en weekrooster wordt daarmee rekening gehouden. Broklede heeft een ruim gebouw met een aantal nieuwe lokalen, een grote aula, een overdekte fietsenstalling en studieruimtes. De school heeft een verbinding met de gemeenschappelijke bibliotheek, de muziekschool, het kinderdagverblijf en het regionaal historisch archief.

## Bekende leerlingen
- Sunny Bergman (documentairemaker)
- Michiel Zonneveld (journalist)
- Rick Brandsteder (presentator & model)